# Henri Maupoil
Henri Maupoil est un homme politique français, viticulteur de profession, né le 11 juillet 1891 à Dezize (Saône-et-Loire) et décédé le 30 novembre 1971 dans son village natal.

## Biographie
Henri Maupoil participe à la première guerre mondiale aux côtés de son père, ancien Saint Cyrien et engagé volontaire à 55 ans.Il revient avec le grade de capitaine mais mutilé. Sa conduite lui vaut t la Légion d'honneur et la médaille militaire avec sept citations.
Dès 1919 il revient dans son village natal dont il est élu maire, à 28 ans, et conseiller général (en 1920) du canton de Couches.
Lors des élections législatives de 1924 il est élu député, sur la liste radical-socialiste,. En 1928, il est réélu, au second tour, dans la 1re circonscription d'Autun. En 1932 il est élu pour un troisième mandat.
En 1935, il est ministre des Pensions dans le 4e cabinet Laval (7 juin 1935 au 22 janvier 1936).
Il est élu sénateur en 1935.
Le 10 juillet 1940, il vote les pleins pouvoirs au maréchal Pétain. Dénoncé par le sous-préfet d'Autun pour ses positions patriotiques, il est arrêté le 17 juin 1944 et déporté le 15 juillet à Theresienstadt.
Après la guerre il reprend son engagement politique. Il est sénateur jusqu'en 1968, conseiller général jusqu'en 1964.

## Détail des fonctions et mandats

### Mandats parlementaires
- Député radical de Saône-et-Loire de 1924 à 1936.
- Sénateur de Saône-et-Loire de 1936 à 1940 et de 1948 à 1958.

### Mandats locaux
- Maire de Dezize-lès-Maranges de 1919 à 1971.
- Conseiller général du canton de Couches de 1921 à 1940 ; de 1945 à 1964.

### Fonction ministérielle
- Ministre des Pensions du 7 juin 1935 au 24 janvier 1936 dans le gouvernement Pierre Laval (4).

## Sources
- « Henri Maupoil », dans le Dictionnaire des parlementaires français (1889-1940), sous la direction de Jean Jolly, PUF, 1960 [détail de l’édition]